# Greyston Holt
Greyston Holt, pseudonimo di Greyston Stefancsik (Calgary, 30 settembre 1985), è un attore canadese.

## Biografia
Greyston Holt è nato a Calgary, nella provincia di Alberta, il 30 settembre 1985 da una famiglia di origini ungheresi. Ha trascorso la sua giovinezza con i genitori, Mike e Nancy Stefancsik, a Salt Spring Island, nella Columbia Britannica. I suoi nonni, Mike ed Edith Stefancsik, emigrarono dall'Ungheria nel 1957 a Lethbridge, e anche la sua nonna materna, Anna Horvath, immigrò dal paese con i suoi genitori nel 1927. 
Durante gli anni del liceo, ha imparato a suonare la chitarra, dopodiché ha formato una band suonando in vari locali. Ha anche frequentato con successo un corso di recitazione per i "crediti extra" e si è innamorato ben presto di questa sua nuova strada. Terminate le superiori, si è trasferito a Vancouver per seguire la propria vocazione di attore, facendosi notare negli anni seguenti per il ruolo di Ray Prager Jr nella serie televisiva Durham County e per quello del giovane Emerson Hauser nella serie Alcatraz. 
Dal 2014 al 2016 ha interpretato Clayton Danvers in Bitten, dopodiché dal 2020 al 2022 ha vestito i panni di Glen Scot in Riverdale.

## Vita personale
Dal dicembre 2012 è sentimentalmente legato con l'attrice Cristina Rosato, che ha conosciuto nel dicembre 2011 presso il Delta Bow Valley di Calgary. La coppia ha avuto una figlia nata nell'agosto 2022.

## Filmografia

### Attore

#### Cinema
- Giovani vampire (The Sisterhood), regia di David DeCoteau (2004)
- L'amore a portata di mouse (Perfect Romance), regia di Douglas Barr (2004)
- Lost Boys: The Tribe, regia di P.J.Pesce (2008)
- Slap Shot 3: The Junior League, regia di Richard Martin (2008)
- Fakers, regia di Pierre Gill (2010)
- Survival Code, regia di David Frazee (2013)
- Il collezionista di occhi 2 (See No Evil 2), regia di Jen Soska e Sylvia Soska (2014)
- Lonesome Dove Church, regia di Terry Miles (2014)
- Deeper: The Retribution of Beth, regia di Jeffrey Andersen (2015)
- House of Chains, regia di Stephen Tolkin (2022)
- Lou, regia di Anna Foerster (2022)

#### Televisione
- Into the West - serie TV, episodio 1x03 (2005)
- Killer Bash - Vendetta di sangue, regia di David DeCoteau - film TV (2005)
- A Girl Like Me: The Gwen Araujo Story, regia di Agnieszka Holland - film TV (2006)
- Smallville - serie TV, episodio 6x15 (2007)
- Blood Ties - serie TV, episodio 1x09 (2007)
- The 4400 - serie tv, episodio 4x10 (2007)
- Flash Gordon - serie TV, episodio 1x06 (2007)
- Nightmare at the End of the Hall, regia di George Mendeluk - film TV (2008)
- Seven Deadly Sins - serie TV, 2 episodi (2010)
- Durham County - serie TV, 18 episodi (2007-2010)
- Fringe - serie TV, episodio 3x16 (2011)
- Stargate Universe - serie TV, episodio 2x16 (2011)
- Corsa con la morte (The Killing Game), regia di Bobby Roth - film TV (2011)
- Sanctuary - serie TV, episodio 3x20 (2011)
- Flashpoint - serie TV, episodio 4x16 (2011)
- C'era una volta - serie TV, episodi 1x13-1x19 (2012)
- The Horses of McBride, regia di Anne Wheeler - film TV (2012)
- Alcatraz - serie TV, 3 episodi (2012)
- Hannah's Law, regia di Rachel Talalay - film TV (2012)
- Psych - serie TV, episodio 6x12 (2012)
- Emily Owens, M.D.- serie TV, episodio 1x10 (2013)
- Arctic Air - serie TV, episodio 2x04 (2013)
- Borealis, regia di David Frazee - film TV (2013)
- Motive - serie TV, episodio 1x03 (2013)
- Cedar Cove - serie TV, episodio 1x01 (2013)
- È tutta colpa sua (She Made Them Do It), regia di Grant Harvey - film TV (2013)
- Supernatural - serie TV, episodio 9x19 (2014)
- Il mistero delle lettere perdute (Signed, Sealed, Delivered) - serie TV e serie di film, episodio 1x03 (2014)
- Seguendo una stella (The Christmas Secret), regia di Norma Bailey - film TV (2014)
- Bitten - serie TV, 33 episodi (2014-2016)
- Bed & Breakfast with Love, regia di Peter DeLuise - film TV (2015)
- A Puppy for Christmas, regia di Justin G. Dyck - film TV (2017)
- No Tomorrow, serie TV - 4 episodi (2016-2017)
- Somewhere Between - serie TV, 6 episodi (2017)
- A Very Country Christmas, regia di Justin G. Dyck - film TV (2017)
- Take Two - serie TV, episodio 1x04 (2018)
- Le mie nozze country (A Very Country Wedding ), regia di Justin G. Dyck - film TV (2019)
- The 100, serie TV - 2 episodi (2019)
- Batwoman, serie TV - 5 episodi (2019)
- A Sweet Christmas Romance, regia di Michael Robison - film TV (2019)
- Le mie nozze country (A Very Country Christmas: Wedding), regia di Justin G. Dyck - film TV (2019)
- 50 States of Fright - serie TV, 3 episodi (2020)
- In tempo per Natale (Cross Country Christmas), regia di Catherine Cyran, film TV (2020)
- A Very Country Christmas: Homecoming, regia di Marco Deufemia - film TV (2020)
- The Wedding Planners, serie TV - episodio 1x07 (2020)
- I dolci di Miriam (Love is a Piece of Cake) - film TV, regia di David I. Strasser (2020)
- Un matrimonio da ricordare (A Wedding to Remember) - film TV, regia di David I. Strasser (2021)
- Riverdale - serie TV, 8 episodi (2021-2022)
- Chesapeake Shores - serie TV, 12 episodi (2019-2022)
- House of Chains, regia di Stephen Tolkin - film TV (2022)
- FBI: International - serie TV, episodio 2x15 (2023)
- The Night Agent - serie TV, 3 episodi (2023)

### Produttore
- A Very Country Christmas: Homecoming, regia di Marco Deufemia - film TV (2020)

## Doppiatori italiani
Nelle versioni in italiano delle opere in cui ha recitato, Greyston Holt è stato doppiato da:
- Andrea Mete in Smallville
- Maurizio Merluzzo in Bitten
- Sacha Pilara in Un matrimonio da ricordare
- Edoardo Stoppacciaro in Cedar Cove
- Marco Baroni in Fringe
- Stefano Crescentini in C'era una volta
- Federico Viola in Somewhere Between
- Alessio Nissolino in Durham County
- Marco De Risi in I dolci di Miriam
- David Chevalier in Motive
- Carlo Petruccetti in In tempo per Natale
- Manuel Meli in Chesapeake Shores
- Marco Bassetti in Riverdale
- Paolo Vivio in FBI: International
- Emanuele Ruzza in The Night Agent